# Catocala concubia
Catocala concubia là một loài bướm đêm trong họ Erebidae.